# 陳脩 (嘉靖進士)
陳脩（1495年—1554年），字宗道，號兩江，浙江省紹興府山陰縣人，民籍，治《易經》。

## 生平
十一月初十日生，行二。由國子生中式嘉靖四年（1525年）乙酉科浙江鄉試第三十八名舉人，年三十八歲中式嘉靖十一年（1532年）壬辰科會試第三十五名，第三甲第三十一名進士。觀都察院政，授番禺知县，十五年五月选授贵州道試御史，十八年（1539年）巡按山西，卒。

## 家族
曾祖陳賢；祖陳珪；父陳清；母趙氏；繼母鄭氏。具慶下。兄陈朋。